# Gouvernement Pierre Marc Johnson
Monarchie 
 constitutionnelle à 
 régime parlementaire
Gouvernement 
 René Lévesque 2e gouvernement 
 Robert Bourassa
Le gouvernement de Pierre Marc Johnson a été formé à la suite de la démission de René Lévesque et a été au pouvoir du 3 octobre au 12 décembre 1985. Il a été dissous à la suite de victoire du Parti libéral lors de l'élection générale de décembre 1985.

## Caractéristiques
Pierre-Marc Johnson hérite d'un gouvernement affaibli, lors des dernières années du gouvernement Lévesque, par la crise économique, les dures tensions avec les syndicats et l'échec constitutionnel de 1981. Lors de la campagne électorale, il met de côté l'option souverainiste et met l'accent sur une réduction du rôle de l'État et une réorientation économique. Les Québécois préfèrent cependant faire confiance au Parti libéral, réorganisé autour de Robert Bourassa, pour réaliser ce programme.

## Chronologie
- 3 octobre 1985 : Pierre-Marc Johnson est assermenté.
- 16 octobre 1985 : assermentation du cabinet Johnson devant le lieutenant-gouverneur Gilles Lamontagne.
- 23 octobre 1985 : Johnson annonce des élections générales pour le 2 décembre.
- 6 novembre 1985 : Johnson parvient à négocier un statut spécial pour le Québec lors des prochains Sommets de la francophonie[1].
- 2 décembre 1985 : le Parti libéral du Québec remporte les élections générales avec 99 candidats élus et 56 % du vote. Le Parti québécois obtient 23 députés et 38,6 % du vote.

## Composition

### Composition initiale (3 octobre 1985)
| Fonctions, | Titulaire              |
| --- | ---------------------- |
| Premier ministre Ministre délégué aux Affaires intergouvernementales canadiennes                                                 | Pierre Marc Johnson    |
| Vice-premier ministre Solliciteur général Ministre délégué à la Réforme électorale                                               | Marc-André Bédard      |
| Ministre des Finances | Yves Duhaime           |
| Président du Conseil du Trésor Ministre délégué à l'Administration Ministre responsable de l'Année internationale de la Jeunesse | Michel Clair           |
| Ministre des Affaires culturelles                                                                                                | Clément Richard        |
| Ministre des Affaires municipales Ministre délégué à l'Aménagement                                                               | Alain Marcoux          |
| Ministre de l'Agriculture, des Pêcheries et de l'Alimentation                                                                    | Jean Garon             |
| Ministre des Communautés culturelles et de l'Immigration Ministre responsable de la Charte de la langue française                | Gérald Godin           |
| Ministre des Communications | Jean-François Bertrand |
| Ministre de l'Éducation | François Gendron       |
| Ministre de l'Énergie et des Ressources                                                                                          | Jean-Guy Rodrigue      |
| Ministre de l'Enseignement supérieur, de la Science et de la Technologie                                                         | Yves Bérubé            |
| Ministre de l'Environnement | Adrien Ouellette       |
| Ministre de l'Habitation et de la Protection du consommateur                                                                     | Jacques Rochefort      |
| Ministre de l'Industrie et du Commerce                                                                                           | Rodrigue Biron         |
| Ministre de la Justice Ministre du Travail                                                                                       | Raynald Fréchette      |
| Ministre des Loisirs, de la Chasse et de la Pêche                                                                                | Jacques Brassard       |
| Ministre de la Main-d'œuvre et de la Sécurité du revenu Ministre déléguée à la Condition féminine                                | Pauline Marois         |
| Ministre des Relations internationales Ministre du Commerce extérieur                                                            | Bernard Landry         |
| Ministre du Revenu | Maurice Martel         |
| Ministre de la Santé et des Services sociaux                                                                                     | Guy Chevrette          |
| Ministre des Transports | Guy Tardif             |
| Ministre du Tourisme | Marcel Léger           |
| Ministres délégués |                        |
| Ministre déléguée au Développement et à la Voirie des régions                                                                    | Henri Lemay            |
| Ministre délégué à l'Emploi et à la Concertation                                                                                 | Robert Dean            |
| Ministre délégué aux Forêts | Jean-Pierre Jolivet    |
| Ministre délégué à la Politique familiale                                                                                        | Yves Beaumier          |
| Ministre délégué aux Relations avec les citoyens                                                                                 | Élie Fallu             |
| Fonctions parlementaires |                        |
| Leader parlementaire | Marc-André Bédard      |
| Whip en chef du gouvernement | Huguette Lachapelle    |

### Remaniement du 16 octobre 1985
- Bernard Landry devient ministre des Finances à la place d'Yves Duhaime. Il est remplacé par Jean-Guy Parent au ministère du Commerce extérieur. ;
- Louise Beaudoin, non élue à l'Assemblée nationale, est nommée ministre des Relations internationales ;
- Gérald Godin est nommé ministre des Affaires culturelles, il est remplacé par Élie Fallu au ministère des Communautés culturelles et de l'Immigration ; lui-même remplacé par Rollande Cloutier (non élue) au poste de ministre déléguée aux Relations avec les citoyens et les citoyenne (nouveau titre) ;
- Jean-Guy Rodrigue remplace Yves Bérubé au ministère de l'Enseignement supérieur, de la Science et de la Technologie. Il est lui-même remplacé au ministère de l'Énergie et des Ressources par Michel Clair qui conserve également ses fonctions antérieures ;
- Pauline Marois perd le titre de ministre déléguée à la Condition féminine qui est attribué à Lise Denis (non élue).